# Yuhina brunneiceps
Yuhina brunneiceps là một loài chim trong họ Zosteropidae.